# 홍지민
홍지민(1973년 6월 28일 ~ )은 대한민국의 배우이다.

## 경력
- 2009년 CO2 닥터 명예홍보위원
- 1996년~1999년 서울예술단 뮤지컬 단원

## 출연 작품

### 뮤지컬
- 브로드웨이 42번가
- 메노포즈
- 톡식 히어로
- 드림걸즈
- 샤우팅
- 아이 러브 유
- 제너두
- 스위니 토드
- 와이키키 브라더스
- 브루클린
- 루나틱
- 풋 루스
- 록키 호러쇼
- 그리스
- 맘마미아

### 영화
- 2002년: 《좋은 사람 있으면 소개시켜 줘》 - 팀장 역
- 2004년: 《바람의 전설》 - 미숙 역
- 2006년: 《잘 살아보세》 - 복만의 처 역
- 2008년: 《기다리다 미쳐》 - 사이클 아줌마 역
- 2011년: 《수상한 고객들》 - 아파트 집주인 역(우정출연)

### 드라마·시트콤
- 2004년 MBC 《조선에서 왔소이다》
- 2008년 SBS 《온에어》 ... 이혜경 역
- 2008년 MBC 《비포 앤 애프터 성형외과》 ... 양병순 역
- 2009년 SBS 《스타일》 ... 오유나 역
- 2009년 MBC 《태희 혜교 지현이》 ... 홍지민 역
- 2010년 SBS 《나는 전설이다》 ... 이화자 역
- 2010년 KBS2 《굿 프렌즈》 ... 음악 선생님 역
- 2013년 KBS2 《광고천재 이태백》 ... 이은희 역
- 2013년 MBC 《미스코리아》 ... 양춘자 역
- 2014년 JTBC 《12년만의 재회: 달래 된, 장국》 ... 장국 담임선생님 역 (특별출연)
- 2015년 JTBC 《송곳》
- 2016년 KBS2 《무림학교》 ... 방덕어멈 역
- 2018년 SBS 《여우각시별》 ... 허영란 역
- 2021년 TV조선 《결혼작사 이혼작곡》 ... 오진아 역(특별출연)
- 2022년 TV조선 《결혼작사 이혼작곡 3》 ... 오진아 역(특별출연)

### 텔레비전 프로그램
- 2010년 MBC 《여자가 세상을 바꾼다 - 원더우먼》
- 2011년 KBS1 《상상오락관》 - 고정 게스트
- 2015년 MBC 《미스터리 음악쇼 복면가왕》 - 제10,11대 복면가왕 네가 가라 하와이
- 2017년 tvN 《수요미식회》
- 2018년 MBC 《황금어장 라디오스타》
- 2020년 TV조선 《신청곡을 불러드립니다 - 사랑의 콜센타-24회
- 2021년 MBC 《생방송 행복드림 로또 6/45》게스트 944회
- 2021년 KBS2 《TV는 사랑을 싣고》게스트 100회

### 라디오 프로그램
- 2016년 EBS FM 《EBS 책 읽는 라디오 낭독 시리즈》

### 음반
- 2018년 시간 속으로
- 2019년 singyoursong

## 수상
- 2009년 제15회 한국뮤지컬대상 여우주연상
- 2009년 제5회 골든티켓어워즈 뮤지컬배우 부문 티켓파워상
- 2010년 제4회 대구국제뮤지컬페스티벌 올해의 스타상
- 2010년 SBS 연기대상 조연상(특별기획부문)
- 2016년 제24회 대한민국문화연예대상 뮤지컬여자최우수상